# 日本速読協会
日本速読協会（にほんそくどくきょうかい）は1984年に神奈川県横浜市で発足した、速読術の能力開発を目的とした団体。
- 学長＝加古徳次（1985没）
- 理事長＝伊東裕佑（1986没）
- 2013現在＝会長＝運営責任者　井田彰

## 事業内容
- 全国各地でスーパー速読一日集中講座を開設。[1]
- 東京・大阪でステップアップ講座（訓練継続講座）を開催。[1]
- 全国のカルチャーセンターでスーパー速読講座を実施[1]

## 書籍
- 新書1冊を15分で読む技術　スーパー速読1週間

　井田彰　著　祥伝社（祥伝社新書）　2009年出版／2009年11月30日発売　
- 誰でも3倍"速く"なる　スーパー速読"1週間"ドリル

日本速読協会　著　祥伝社（祥伝社）　2005年出版／2005年4月25日発売　
- 「1冊を1分」のスーパー速読法

日本速読協会　著　祥伝社（祥伝社黄金文庫）　2002年出版／2002年4月10日発売　
- 実践・スーパー速読術「1冊1分」の方法

日本速読協会　著　祥伝社（祥伝社ノンブック）　1986年出版／1986年6月20日発売

以降第35版増刷まで発行総数＝28万部（祥伝社NONブック）

- きみにもできるスーパー速読法（読売新聞社）伊東裕佑　著

- ビジネスマンのためのスーパー速読法（オーエス出版）

- 実践スーパー速読術（祥伝社）加古徳次　著